# Euphyia ochreipicta
Euphyia ochreipicta är en fjärilsart som beskrevs av Thierry-mieg 1915. Euphyia ochreipicta ingår i släktet Euphyia och familjen mätare. Inga underarter finns listade i Catalogue of Life.